# Andrés de Cervantes
Andrés de Cervantes (c.1518 en Córdoba- 17 de noviembre de 1593 en Cabra) fue un español alcalde de la ciudad de Cabra (provincia de Córdoba) en el siglo XVI, tío carnal del escritor Miguel de Cervantes, autor del Quijote. 

## Biografía
Hijo del licenciado Juan de Cervantes y de Leonor de Torreblanca, se ignora el lugar y la fecha de su nacimiento pero se cree que nació en Córdoba hacia 1518. También se sabe poco de su niñez y adolescencia. Lo probable es que siguiese a sus padres en los varios desplazamientos que tuvieron que realizar e incluso cursase estudios en Alcalá de Henares.
En años juveniles vivió en Cabra, al sur de Córdoba, a donde llegó cuando su padre fue nombrado alcalde mayor del Estado de Baena, Condado de Cabra, vizcondado de Iznájar y Señorío de Baena, el 18 de agosto de 1541, por el duque de Sessa.
Acogió a su hermano Rodrigo de Cervantes, padre de Miguel de Cervantes, durante unos años en el sur que buscaba un trabajo mejor que en Alcalá de Henares.
El 12 de octubre de 1541 ya estaba casado con Francisca de Luque, viuda con dos hijos que murieron y la dejaron como heredera de todos sus bienes. Después se volvió a casar con Elvira Rodríguez, también viuda, sobre el año 1568.
En documentos que se han encontrado aparece trece años desempeñando el cargo de alcalde de la villa de Cabra, desde 1567 hasta 1569 y desde 1583 hasta 1593. 
Se cree que la fecha aproximada de su muerte es el 17 de noviembre de 1593.

## Reconocimiento
Actualmente hay un colegio de educación primaria con su nombre en la ciudad de Cabra.